# Liste der Orte im Besitz des Domstifts Bautzen
Die Liste umfasst Orte und Teile von Ortschaften, die im Besitz der Domstifts Bautzen waren. Das Kollegiatstift St. Petri wurde wahrscheinlich um 1217/18 in Bautzen gegründet. Im Gegensatz zu den Gemeinden der Umgebung blieben einige der Ortschaften in dessen Besitz auch nach der Reformation katholisch. Die Stiftsorte kamen im Prager Frieden 1635 zusammen mit der Oberlausitz zum Kurfürstentum Sachsen. Einige Orte gehörten schon vorher nicht zur damals böhmischen Oberlausitz, sondern waren Erblande. Durch einen gesonderten Anhang zum Prager Friedensschluss, dem Traditionsrezess, in dem 1636 die Übergabe der Ober- und Niederlausitz am Sachsen geregelt wurden, durften die verbliebenen geistlichen Stifte nicht säkularisiert werden und die zugehörigen Pfarreien konnten katholisch bleiben.
Ab 1815 wurde durch die Beschlüsse des Wiener Kongresses ein Teil der Oberlausitz preußisch und gehörte ab 1821 durch die päpstliche Bulle De salute animarum zum Erzbistum Breslau. Das Restgebiet des ehemaligen Bistums Meißen in der sächsischen Oberlausitz, zu der alle Orte des Domstifts gehörten, wurde häufig als Apostolische Präfektur (Ober-)Lausitz bezeichnet und ging in das 1921 wiedererrichtete Bistum mit Sitz in Bautzen über. Heute befinden sich die ehemalige Stiftsorte in den Landkreisen Bautzen und Görlitz des Bundeslandes Sachsen.
- Karte mit allen Koordinaten:
- OSM |
- WikiMap

| Ort               | Obersorbisch (in Klammern, wenn nicht im anerkannten Siedlungsgebiet) | Bemerkung                                | Karte         | Heutige Gemeinde (S – Stadt oder zur Stadt gehörende Ortschaft) |
| ----------------- | --------------------------------------------------------------------- | ---------------------------------------- | ------------- | --------------------------------------------------------------- |
| Bocka             | (Bukowc)                                                              | teilweise im Stiftsbesitz                | 51.206 14.198 | Burkau                                                          |
| Brehmen           | Brěmjo                                                                |                                          | 51.267 14.471 | Großdubrau                                                      |
| Callenberg        | (Chemberk)                                                            |                                          | 51.089 14.439 | Schirgiswalde-Kirschau (S)                                      |
| Canitz-Christina  | Konjecy                                                               | teilweise im Stiftsbesitz                | 51.178 14.525 | Kubschütz                                                       |
| Cannewitz         | Skanecy                                                               | teilweise im Stiftsbesitz                | 51.207 14.568 | Malschwitz                                                      |
| Cölln             | Chelno                                                                | teilweise im Stiftsbesitz                | 51.225 14.387 | Radibor                                                         |
| Cosul             | Kózły                                                                 | teilweise im Stiftsbesitz                | 51.122 14.471 | Großpostwitz                                                    |
| Cunewalde         | (Kumwałd)                                                             |                                          | 51.099 14.504 | Cunewalde                                                       |
| Dahlowitz         | Dalicy                                                                |                                          | 51.229 14.444 | Großdubrau                                                      |
| Ebendörfel        | Bělšecy                                                               |                                          | 51.14 14.442  | Großpostwitz                                                    |
| Göda              | Hodźij                                                                | teilweise im Stiftsbesitz (in Erblanden) | 51.178 14.318 | Göda                                                            |
| Großdehsa         | (Dažin)                                                               | Großteil im Stiftsbesitz                 | 51.109 14.618 | Löbau (S)                                                       |
| Grubditz          | Hruboćicy                                                             |                                          | 51.151 14.456 | Kubschütz                                                       |
| Grubschütz        | Hrubjelčicy                                                           |                                          | 51.161 14.387 | Doberschau-Gaußig                                               |
| Hochkirch         | Bukecy                                                                | teilweise im Stiftsbesitz                | 51.149 14.57  | Hochkirch                                                       |
| Irgersdorf        | (Wostašecy)                                                           | teilweise im Stiftsbesitz                | 51.111 14.387 | Wilthen (S)                                                     |
| Kirschau          | (Korzym)                                                              |                                          | 51.092 14.429 | Schirgiswalde-Kirschau (S)                                      |
| Kleinpostwitz     | (Bójswecy)                                                            |                                          | 51.101 14.424 | Schirgiswalde-Kirschau (S)                                      |
| Luga              | Łuh                                                                   | teilweise im Stiftsbesitz                | 51.245 14.346 | Neschwitz                                                       |
| Miltitz           | Miłoćicy                                                              |                                          | 51.247 14.182 | Nebelschütz                                                     |
| Mönchswalde       | Mnišonc                                                               | oberlausitzer und erbländischer Anteil   | 51.124 14.414 | Obergurig                                                       |
| Neuschirgiswalde  | (Šěrachow)                                                            |                                          | 51.074 14.394 | Schirgiswalde-Kirschau (S)                                      |
| Niedercunnersdorf |                                                                       |                                          | 51.05 14.661  | Kottmar                                                         |
| Nimschütz         | Hněwsecy                                                              | teilweise im Stiftsbesitz                | 51.212 14.457 | – (Ruinen in der Talsperre Bautzen)                             |
| Obercunnersdorf   |                                                                       |                                          | 51.031 14.672 | Kottmar                                                         |
| Ostro             | Wotrow                                                                | teilweise im Stiftsbesitz                | 51.217 14.192 | Panschwitz-Kuckau                                               |
| Paßditz           | Pozdecy                                                               |                                          | 51.216 14.273 | Göda                                                            |
| Petersbach        | (Pětrownja)                                                           |                                          | 51.062 14.427 | Schirgiswalde-Kirschau (S)                                      |
| Pommritz          | Pomorcy                                                               | teilweise im Stiftsbesitz                | 51.161 14.571 | Hochkirch                                                       |
| Salzenforst       | Słona Boršć                                                           |                                          | 51.197 14.371 | Bautzen (S)                                                     |
| Säuritz           | Žuricy                                                                | teilweise im Stiftsbesitz                | 51.191 14.168 | Panschwitz-Kuckau                                               |
| Schirgiswalde     | (Šěrachow)                                                            |                                          | 51.077 14.431 | Schirgiswalde-Kirschau (S)                                      |
| Schmeckwitz       | Smječkecy                                                             | teilweise im Stiftsbesitz                | 51.258 14.201 | Räckelwitz                                                      |
| Schwarznaußlitz   | Čorne Noslicy                                                         |                                          | 51.132 14.393 | Obergurig                                                       |
| Sdier             | Zdźěr                                                                 |                                          | 51.268 14.492 | Großdubrau                                                      |
| Seidau            | Židow                                                                 |                                          | 51.187 14.417 | Bautzen (S)                                                     |
| Siebitz           | Zejicy                                                                | teilweise im Stiftsbesitz                | 51.22 14.236  | Panschwitz-Kuckau                                               |
| Singwitz          | Dźěžnikecy                                                            | in Erblanden                             | 51.141 14.403 | Obergurig                                                       |
| Soculahora        | Sokolca                                                               |                                          | 51.157 14.459 | Kubschütz                                                       |
| Stacha            | (Stachow)                                                             | teilweise im Stiftsbesitz                | 51.168 14.233 | Demitz-Thumitz                                                  |
| Steindörfel       | Trjebjeńca                                                            |                                          | 51.153 14.545 | Hochkirch                                                       |
| Strohschütz       | Stróžišćo                                                             |                                          | 51.226 14.345 | Radibor                                                         |
| Suppo             | (Supow)                                                               |                                          | 51.1 14.467   | Schirgiswalde-Kirschau (S)                                      |
| Temritz           | Ćemjercy                                                              |                                          | 51.196 14.394 | Bautzen (S)                                                     |
| Wawitz            | Wawicy                                                                | teilweise im Stiftsbesitz                | 51.169 14.575 | Hochkirch                                                       |
| Wehrsdorf         | (Wernarjecy)                                                          |                                          | 51.056 14.383 | Sohland an der Spree                                            |
| Wilthen           | (Wjelećin)                                                            | teilweise im Stiftsbesitz                | 51.1 14.4     | Wilthen (S)                                                     |
| Zscharnitz        | Čornecy                                                               |                                          | 51.215 14.291 | Göda                                                            |
| Zschornau         | (Čornow)                                                              | teilweise im Stiftsbesitz                | 51.302 14.126 | Kamenz (S)                                                      |